# North Qu'Appelle (circonscription saskatchewanaise)
Pour les articles homonymes, voir Qu'Appelle (homonymie).
Circonscription électorale provinciale du Canada
North Qu'Appelle est une ancienne circonscription électorale provinciale de la Saskatchewan au Canada. Elle est représentée à l'Assemblée législative de la Saskatchewan de 1905 à 1934.
Issue des 25 premières circonscriptions de la nouvelle province de la Saskatchewan en 1905, elle est abolie pour être redistribuée parmi les circonscriptions de Melville et Touchwood.
De 1914 à 1934, la circonscription est représentée par James Garfield Gardiner, premier ministre de 1926 à 1929.

## Géographie
Le territoire de la circonscription chevaucherait les circonscriptions de Last Mountain-Touchwood et de Regina Wascana Plains.

## Liste des députés
| Parlement                                               | Années           | Député           | Député                     | Parti                  |
| North Qu'Appelle                                        | North Qu'Appelle | North Qu'Appelle | North Qu'Appelle           | North Qu'Appelle       |
| ------------------------------------------------------- | ---------------- | ---------------- | -------------------------- | ---------------------- |
| 1re                                                     | 1905–1908        |                  | William Richard Motherwell | Libéral                |
| 2e                                                      | 1908–1912        |                  | John Archibald McDonald    | Provincial Rights (en) |
| 3e                                                      | 1912–1914        |                  | John Archibald McDonald    | Conservateur           |
| 3e                                                      | 1914-1917        |                  | James Garfield Gardiner    | Libéral                |
| 4e                                                      | 1917–1921        |                  | James Garfield Gardiner    | Libéral                |
| 5e                                                      | 1921–1925        |                  | James Garfield Gardiner    | Libéral                |
| 6e                                                      | 1925–1929        |                  | James Garfield Gardiner    | Libéral                |
| 7e                                                      | 1929–1934        |                  | James Garfield Gardiner    | Libéral                |
| Circonscription redistribuée dans Melville et Touchwood |                  |                  |                            |                        |